# Juan Carlos Méndez Guédez
Juan Carlos Méndez Guédez est un écrivain vénézuélien, né le 2 mars 1967 à Barquisimeto.

## Biographie
Juan Carlos Méndez Guédez naît en 1967 dans la capitale de l'État de Lara au Venezuela, la ville de Barquisimeto. Il obtient sa licence en lettres à l'université centrale du Venezuela et un doctorat en littérature hispano-américaine à l'université de Salamanque. Il réside actuellement en Espagne.

## Œuvres
- Historias del edificio (1994)
- La resurreccíon de Scheerazade (1994)
- Retrato de Abel con isla volcánica al fondo (1997)
- El libro de Esther (1999)
- Palabras de agosto (1999)
- La ciudad de arena (2000)
- Árbol de luna (2000)
- Tan nítido en el recuerdo (2001)
- Una tarde con campanas' (2004)
- Nueve mil kilómetros y tu abrazo (2006)
- El barco en que viajas (2007)
- Hasta luego, Mister Salinger (2007)
- La bicicleta de Bruno (2008)
- Tal vez la lluvia (2009)
- Chulapos mambo (2011)
- Los maletines (2014)
- El baile de madame Kalalú  (2016)
- La ola detenida  (2017)

### Traductions françaises
- Les Valises, traduction de René Solís, París, Métailié, 2018.
- Ideogrammes, traduction de Nicole Rochaix-Salmona, Lyon, Zinnia Éditions, 2016.
- Les Sept Fontaines, traduction d'Andrée Guigue, Les Baux-de-Provence, Jean Marie Desbois éditeur, 2015
- Mambo canaille, traduction de Nicole Rochaix-Salmona, Lyon, Zinnia Éditions, 2014 ;
- La pluie peur-être, traduction de Adélaïde de Chatellus, Dijon, Orbis tertius, 2014 ;
- La Ville de sable, traduction de Adélaïde de Chatellus, Genève, Albatros, 2011
- « Le Loup-garou sur le boulevard », traduction de Gersende Camenen, in Les Bonnes Nouvelles de l'Amérique latine, Gallimard, « Du monde entier », 2010  (ISBN 978-2-07-012942-3).
- « Les pruniers fleurissent en mars », traduction de Adélaïde de Chatellus, Rue Saint Ambroise, no 24,  2009
- « Cinquième étage à droite », traduction de Adélaïde de Chatellus, Rue Saint Ambroise, no 21, 2008
- La Vague arrêtée, 2021Sélection Grand Prix de littérature policière 2022[1]